# Aurora (musikgrupp)
Aurora är en albansk musikgrupp som bildades av Nazmi Sfishta (Nazi) år 2002. Gruppen bestod inledningsvis av fyra medlemmar: Nazmi Sfishta, Alban Mehmeti, Ylli Valla och Ylli Zajmi men består idag av två medlemmar: Nazi och Ylli. Gruppen gör musik av genrerna Pop/Rock och R&B. 
Gruppen debuterade i Kënga Magjike 2003 med låtarna "Pa ty" samt "Të urrëj". 2004 deltog man i Mikrofoni i Artë (gyllene mikrofonen) med låten "D.I". 2004 deltog gruppen i Kënga Magjike 2004 med "Ti". De debuterade i Top Fest 2005 med låten "Pse". Deras största framgång kom vid Kënga Magjike 2005 då de slutade på andra plats med låten "Le-Le kaçurrele". De vann även priset Kënga Hit (tävlingens hitlåt). 2006 deltog de i Top Fest med låten "Lady". 
2014 gör gruppen comeback med två medlemmar då de kommer att delta i Festivali i Këngës 53, Albaniens uttagning till Eurovision Song Contest 2015. De kommer att delta med låten "Maria".